# Citosa

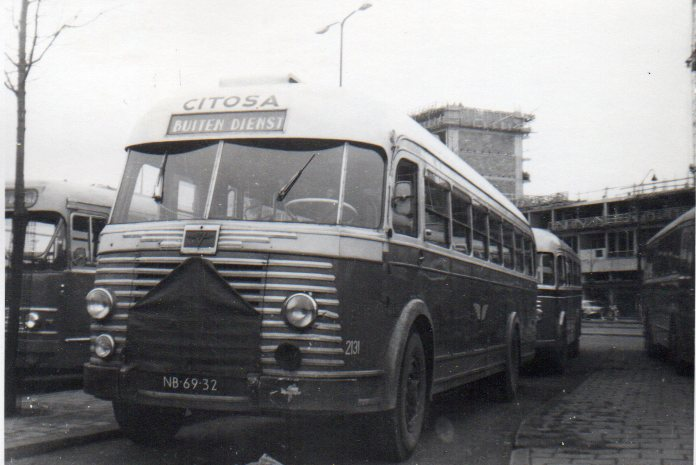
Crossley-Aviolanda lijnbus Citosa 2131 (bouwjaar 1949)

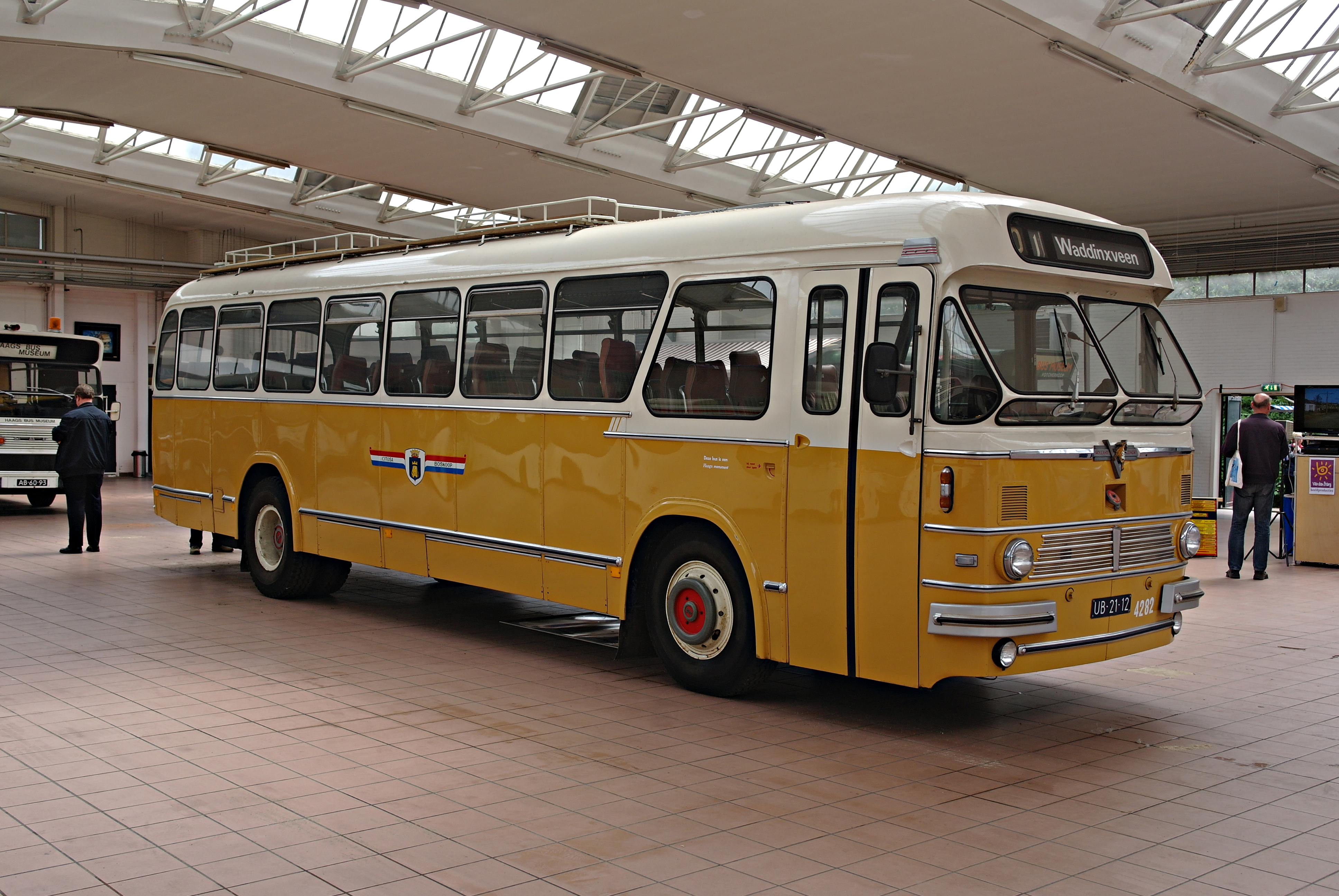
Leyland-Verheul-semitouringcar Citosa 4282 (bouwjaar 1961)

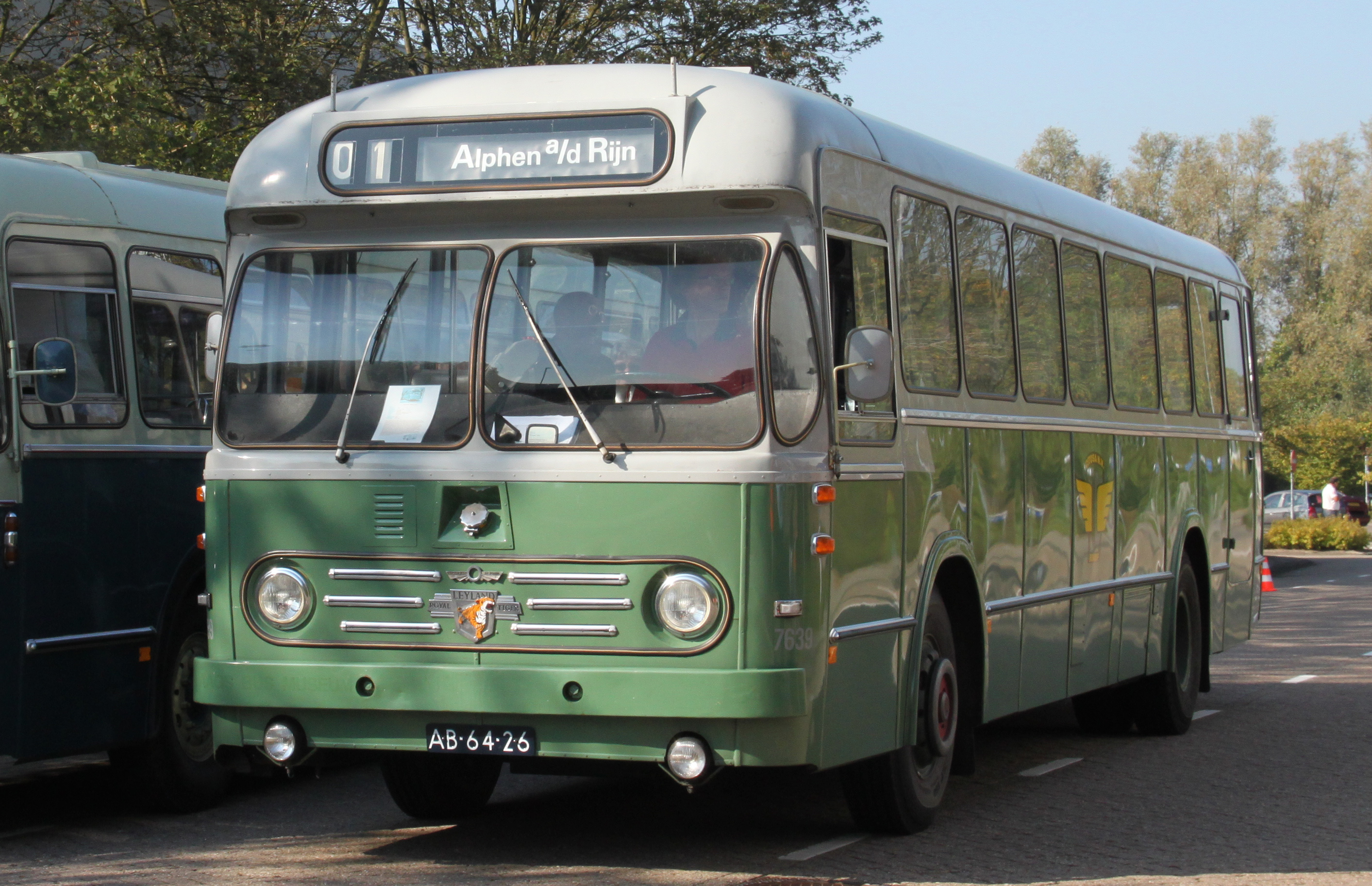
Leyland-Den Oudsten bolramer-streekbus 7639 (bouwjaar 1967) van het Haags Bus Museum in de groene Citosa-uitmonstering.

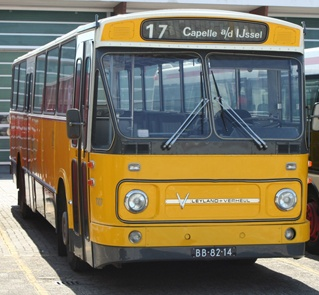
Leyland-Verheul standaardstreekbus Citosa 1107 in het Haags Bus Museum.

N.V. Autobusonderneming "Citosa" te Waddinxveen (tot 1961: Boskoop) was een streekvervoeronderneming die van 1922 tot 1968 heeft bestaan (tot 1926 waarschijnlijk onder de naam van de oprichter Jan Kok; van 1926 tot 1933 onder de naam Trio). In 1968 fuseerde het bedrijf met de WSM tot de NV Verenigd Streekvervoer Westnederland.

## Trio
De oprichter van Citosa was rijwielhandelaar Jan Kok, die op 2 januari 1922 een lijndienst opende van Boskoop naar Leiden. In 1926 fuseerde zijn bedrijf met busbedrijven van Middelkoop en Hardijzer tot Trio. Door deze fusie werden Zoetermeer en Boskoop verbonden met de drie steden Rotterdam, Den Haag en Leiden. In 1931 brak in de garage in Zoetermeer een felle brand uit waarbij vrijwel het gehele wagenpark in vlammen opging. Door de hulp van enkele bevriende bedrijven kon de dienstregeling toch worden uitgevoerd.

## NV Citosa
In 1933 werd door Jelle Kok, de zoon van de oprichter, het inmiddels uitgebreide bedrijf ondergebracht in een NV. Omdat de naam Cito (Latijn voor snel) al in gebruik was door een Haags taxibedrijf, werd de nieuwe naam NV Citos, al snel verlengd tot het vrouwelijk zelfstandig naamwoord Citosa (de snelle), omdat men dat beter vond klinken. Het bedrijf groeide door overnames en uitbreidingen in de daaropvolgende jaren. Met de WSM bestonden al in 1939 financiële banden; de directeuren van beide ondernemingen waren bevriend. Toen de WSM in 1943 een dochteronderneming van de Nederlandse Spoorwegen werd, zette Citosa de belangengemeenschap met de NS voort. In 1940 reed de Citosa op zondag de lijndiensten van MODA, een bedrijf dat om religieuze redenen weigerde op zondag passagiers te vervoeren.
Na de bevrijding van Nederland wist het bedrijf al op 23 juli 1945 met geïmproviseerde bussen de belangrijkste lijnen te bedienen. Het bedrijf groeide en in 1947 kwam een fusie tot stand met N.V. De Rijnstreek in Boskoop. Het hoofdkantoor werd verplaatst naar Boskoop. Citosa was nu een volledige dochteronderneming van de NS. In 1952 werden 4,6 miljoen reizigers vervoerd en 3,5 miljoen kilometer afgelegd. Het lijnennet was 260 kilometer lang en het bedrijf telde vijftig autobussen. De Citosa richtte zich voornamelijk op streekvervoer tussen het Zuid-Hollandse platteland en de grote steden. Van één lijn, Boskoop - Reeuwijk-Dorp - Gouda, werd de exploitatie vanaf 1948 uitbesteed aan de firma Trio van C.F. Middelkoop te Boskoop, dezelfde die al in de jaren twintig met J. Hardijzer een samenwerkingsverband aanging met Citosa-oprichter Kok.
In 1956 was Citosa het eerste busbedrijf in Europa (en mogelijk het eerste in de wereld) dat gebruik maakte van de mobilofoon. Hiermee konden bussen bij ongelukken, pech en vertragingen contact opnemen met het hoofdkantoor en kon van daaruit actie worden ondernomen. Hiermee werd de dienstverlening aan de reizigers sterk verbeterd. De Citosa beschikte ook over een kraan met tien aangedreven wielen, overgenomen van het Amerikaanse leger en voorzien van sneeuwschuiver, die niet alleen gestrande bussen kon ophalen, maar ook de plattelandswegen op de busroutes sneeuwvrij kon maken.
In augustus 1967 werd de overname door Citosa van Van Gog te Capelle aan den IJssel bekendgemaakt. Dit busbedrijf exploiteerde lijndiensten in het gebied tussen Rotterdam en Gouda. De familie Van Gog trok zich uit de onderneming terug. De naam Van Gog bleef op de bussen en in de dienstuitvoering gehandhaafd tot 1974.
In mei 1968 werd het nieuwe gemeenschappelijke logo van Citosa en WSM onthuld als voorbode van de fusie, eind 1968, met de WSM tot Westnederland. Het Citosa-hoofdkantoor in Boskoop werd de zetel van de nieuwe onderneming.

## Bewaard gebleven Citosa-bussen
Het Haags Bus Museum is eigenaar van twee vroegere Citosa-bussen:
1. Nummer 4282, een Leyland-Verheul LV semi-touringcar uit 1961, die de donkergele Citosa-toerkleur heeft teruggekregen;
2. Nummer 1107, een Leyland-Verheul LVB668 standaard streekbus uit 1968, in de gele openbaar-vervoerkleur die toen werd geïntroduceerd.
3. Een derde ex-Citosa-bus, nummer 1111 uit 1968 - identiek aan museumbus 1107 - was eigendom van het Nationaal Bus Museum in Hoogezand, vermomd als bus 1121 van de vroegere NOF (Noord-Oost-Friesche Autobusonderneming). Deze bus is in 2014 gesloopt door schade, opgelopen bij een ongeval.

- Daarnaast heeft het Haags Bus Museum de Leyland-Den Oudsten LO met het nummer 7639, afkomstig van de TP-RAGOM te Ridderkerk en vermomd in de groene huisstijl van de Citosa. Deze bolramer-streekbus uit 1967 komt overeen met negen Citosa-bussen (7500-serie) uit 1964-66, die niet meer bestaan.